# Хансел (Ајова)
Хансел (енгл. Hansell) град је у америчкој савезној држави Ајова. По попису становништва из 2010. у њему је живело 98 становника.

## Демографија
Према попису становништва из 2010. у граду је живело 98 становника, што је 2 (2,1%) становника више него 2000. године.
| Група             | 2000.      | 2010.      |
| Белци             | 93 (96,9%) | 97 (99,0%) |
| Афроамериканци    | 0 (0,0%)   | 0 (0,0%)   |
| Азијати           | 0 (0,0%)   | 1 (1,0%)   |
| Хиспаноамериканци | 3 (3,1%)   | 0 (0,0%)   |
| Укупно            | 96         | 98         |